# فابیو پریرا دا کروز
فابیو پریرا دا کروز (به پرتغالی: Fábio Pereira da Cruz) مدافع اهل برزیل است که در شهر کورولوس و در تاریخ ۳۰ ژوئیهٔ ۱۹۷۹ به دنیا آمده‌است.
فابیو پریرا دا کروز در تیم‌های فوتبال سانتوس سابقهٔ حضور دارد.